# Walton Hills
Walton Hills – wieś w Stanach Zjednoczonych, w stanie Ohio, w hrabstwie Cuyahoga.